# Voz Veis
Voz Veis foi um sexteto venezuelano que lançou seu último álbum de estúdio, "Todos um Belén" no ano de 2008. Eles gravaram cinco álbuns de estúdio, o primeiro, Virao, em 2003. O grupo tem cinco vocalistas: Carlos, Luigi, Roberto, Gustavo, Santiago e Luis.
Eles ganharam o Grammy Latino em 2008 na categoria "Best Short Form Music Video" para a música "Ven A Mi Casa This Navidad" e na "Latin Children's Album Best" para o seu álbum de estúdio "Cómo Se Llega A Belén".